# Salsein
Salsein é uma comuna francesa na região administrativa de Occitânia, no departamento de Ariège. Estende-se por uma área de 5,73 km². Em 2010 a comuna tinha 47 habitantes (densidade: 8,2 hab./km²).